# Raymond Van Gestel
Raymond Mon Van Gestel est un footballeur belge né le 20 janvier 1930 à Arendonk et mort le 17 avril 2020 dans la même ville.
Cet ailier droit a joué au K. FC Mol Sport, avant de rejoindre le Lyra, en 1948. Ce club qui évolue alors parmi l'élite au sortir de la guerre, descend en division inférieure en 1950. Il est champion de Division 2 en 1953 pour revenir ensuite une saison en Division 1. Il y reste jusqu'en 1958, inscrivant 94 buts en 168 matches joués, ce qui fait de lui un des meilleurs buteurs de l'histoire du club.
Cela n'a pas empêché Mon Van Gestel d'être appelé en équipe de Belgique : il joue cinq matches et marque deux buts avec les Diables rouges entre 1951 et 1953. Les trois premières sélections ont été obtenues alors qu'il évolue en Division 2. 
Attaquant très rapide, il a également mené une carrière en athlétisme (100 m). Mais il doit arrêter sa carrière sportive à la suite d'une blessure au genou.